# Tjakko Hazewinkel

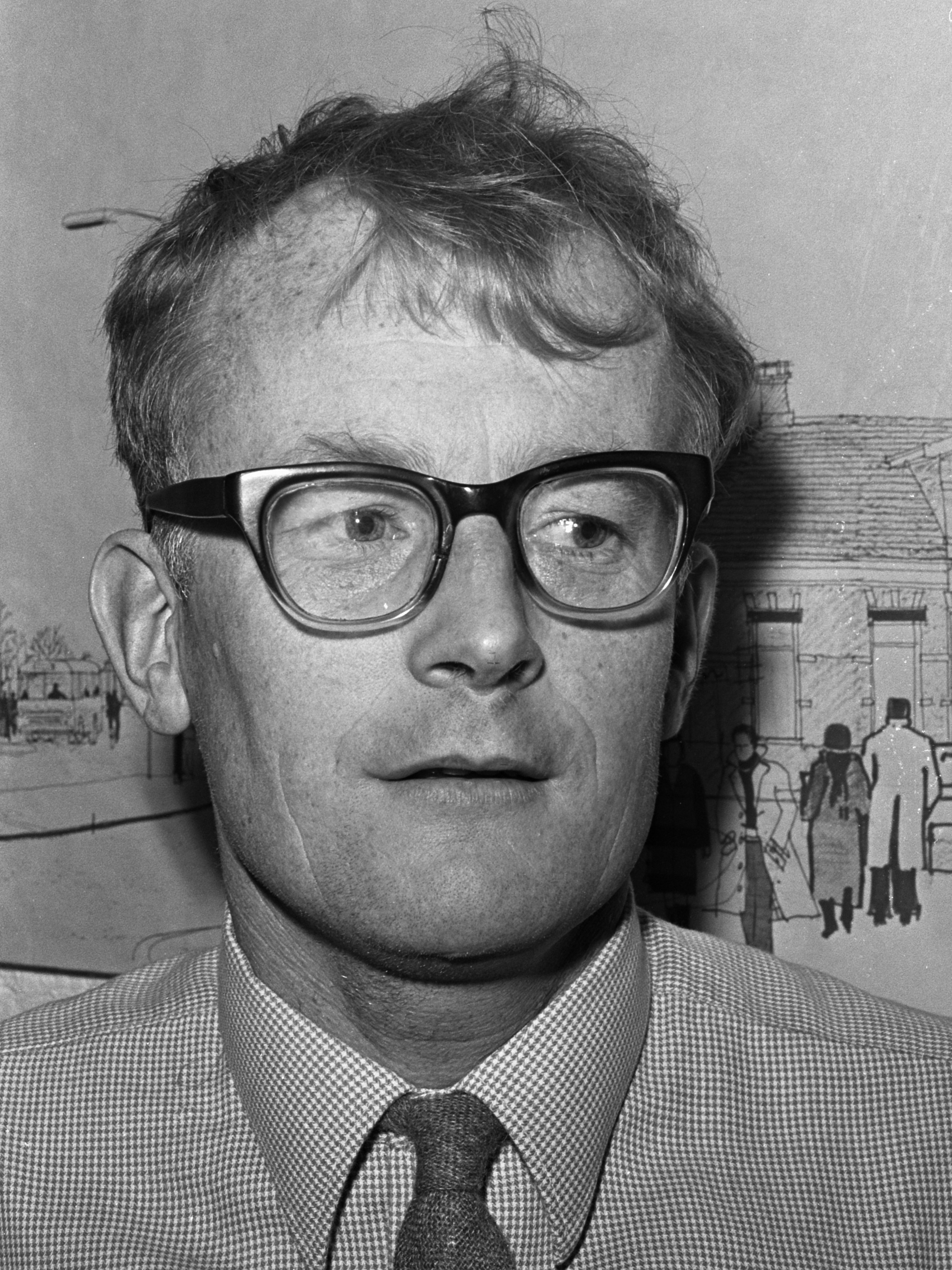
Tjakko Hazewinkel in 1968

Tjakko Hazewinkel (Buitenveldert, 10 februari 1932 – Amstelveen, 20 mei 2002) was een Nederlandse architect.
Na zijn studie van 1950 tot 1958 aan de toenmalige Technische Hogeschool Delft was Hazewinkel actief als freelance ontwerper bij E.F. Groosman en als freelance planner bij Victor Gruen Associates in Los Angeles.
Met Herman Hertzberger en Henk Dicke realiseert hij de Weesperflat, een studentenhuis, aan de Weesperstraat in Amsterdam. Deze opdracht, in de periode 1959 – 1966, vloeide voort uit een gewonnen prijsvraag.
Daarna vult hij zijn opleiding in 1962 aan met de studie ‘Urban Design’ aan de Harvard-universiteit in Cambridge (Massachusetts).
Kort na zijn terugkeer in Nederland, in 1964, wint hij de eerste prijs in een wedstrijd voor het ontwerpen van studentenhuisvesting ten behoeve van de Universiteit Twente. De toen door hem ontworpen campuswoningen staan aan de Campuslaan op het voormalig landgoed Drienerlo in Enschede.
Na enkele jaren bij Jelle Abma in dienst te zijn geweest werkt hij van 1967 tot in 1984 in een maatschap met deze oudere architect. Uit deze maatschap komt later het bureau Abma, Hazewinkel & Dirks voort.
Hij was getrouwd met Dieuwertje ter Hofstede en zij hadden twee kinderen. Zijn ouders woonden in Amsterdam. Het archief van Hazewinkel is na zijn dood aan het Nederlands Architectuurinstituut overgedragen.

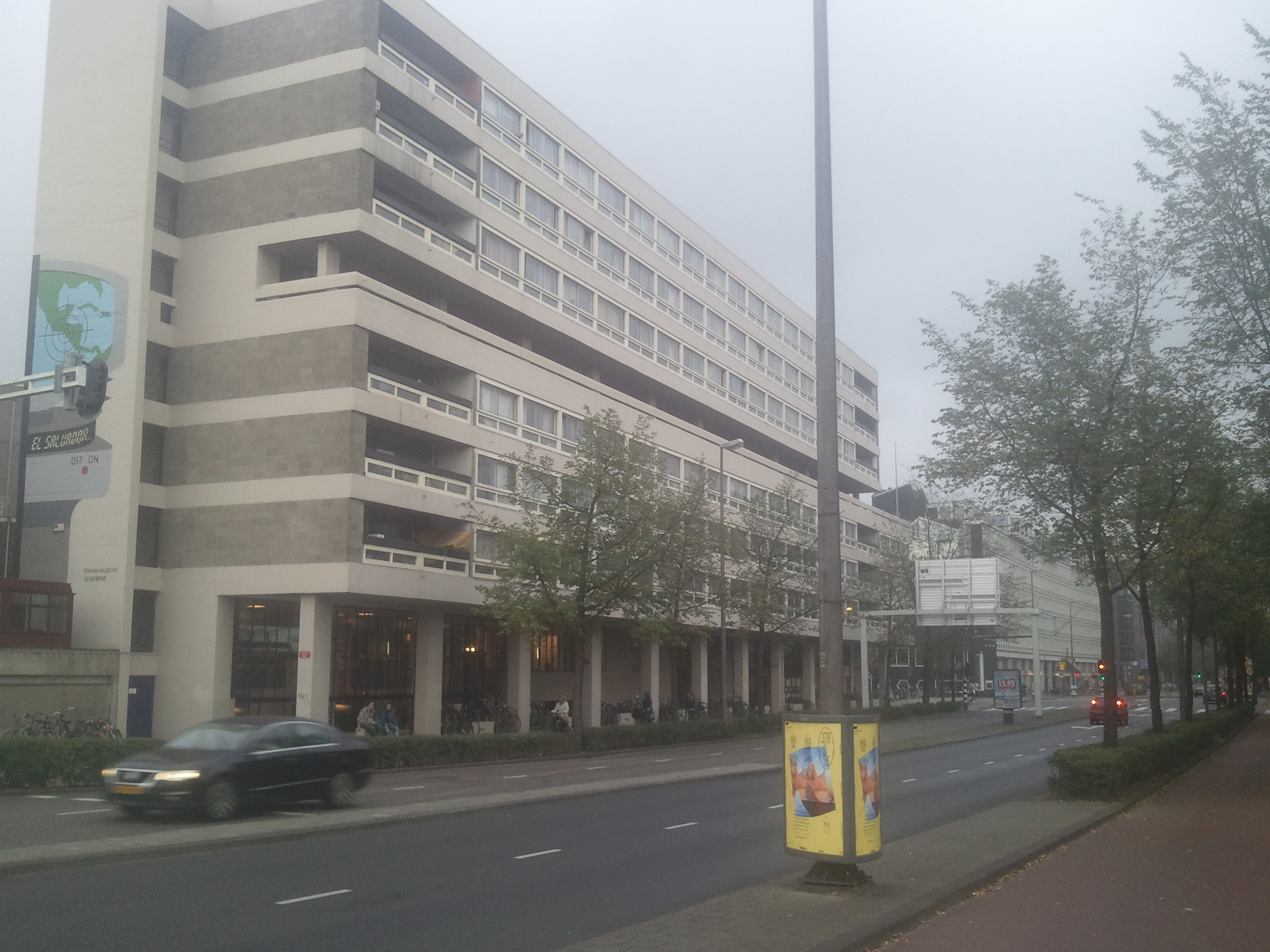
Amsterdam Weesperflat (jaren 60)
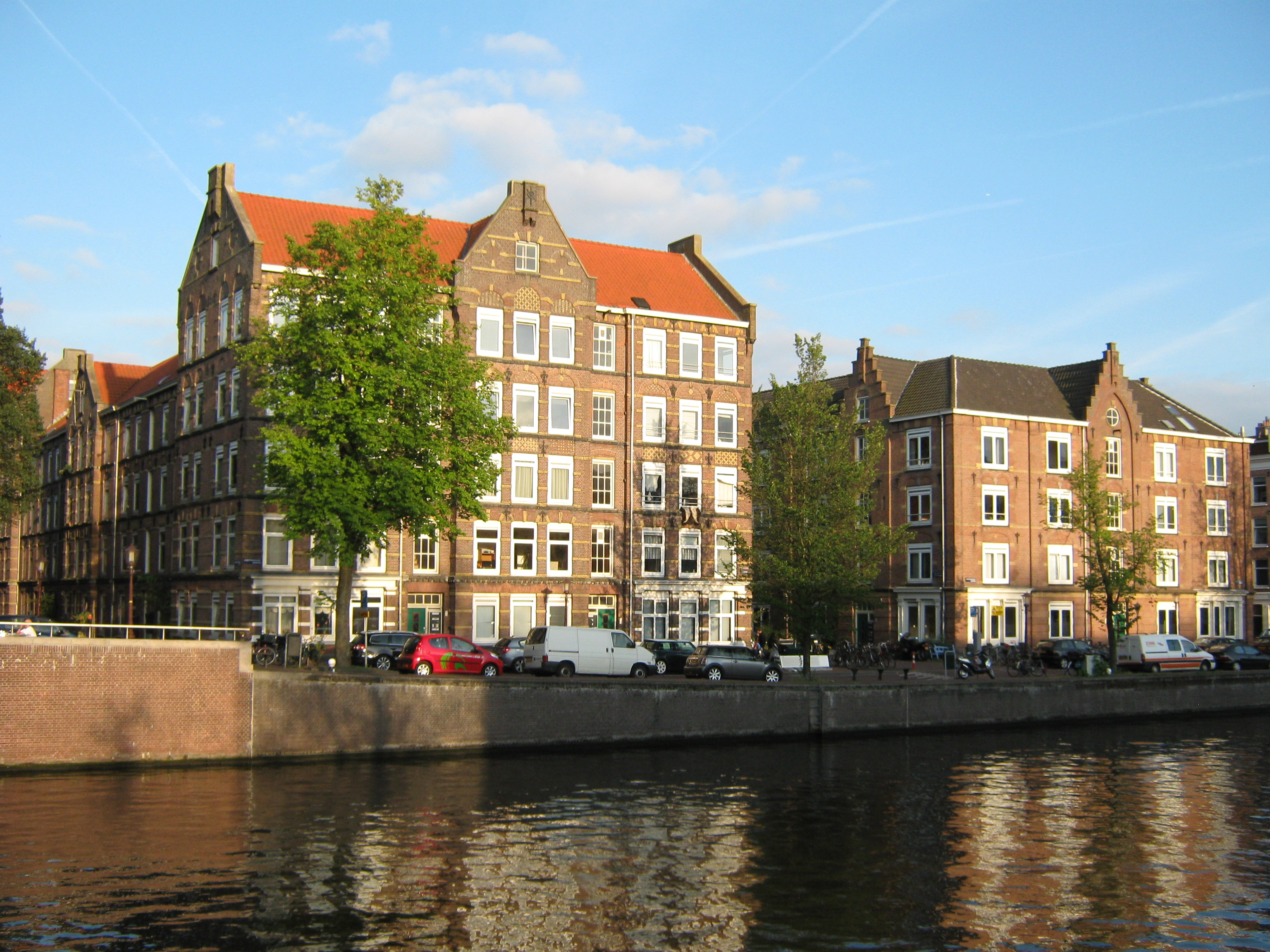
Amsterdam Arbeiderswoningen Blok H,I (jaren 70)
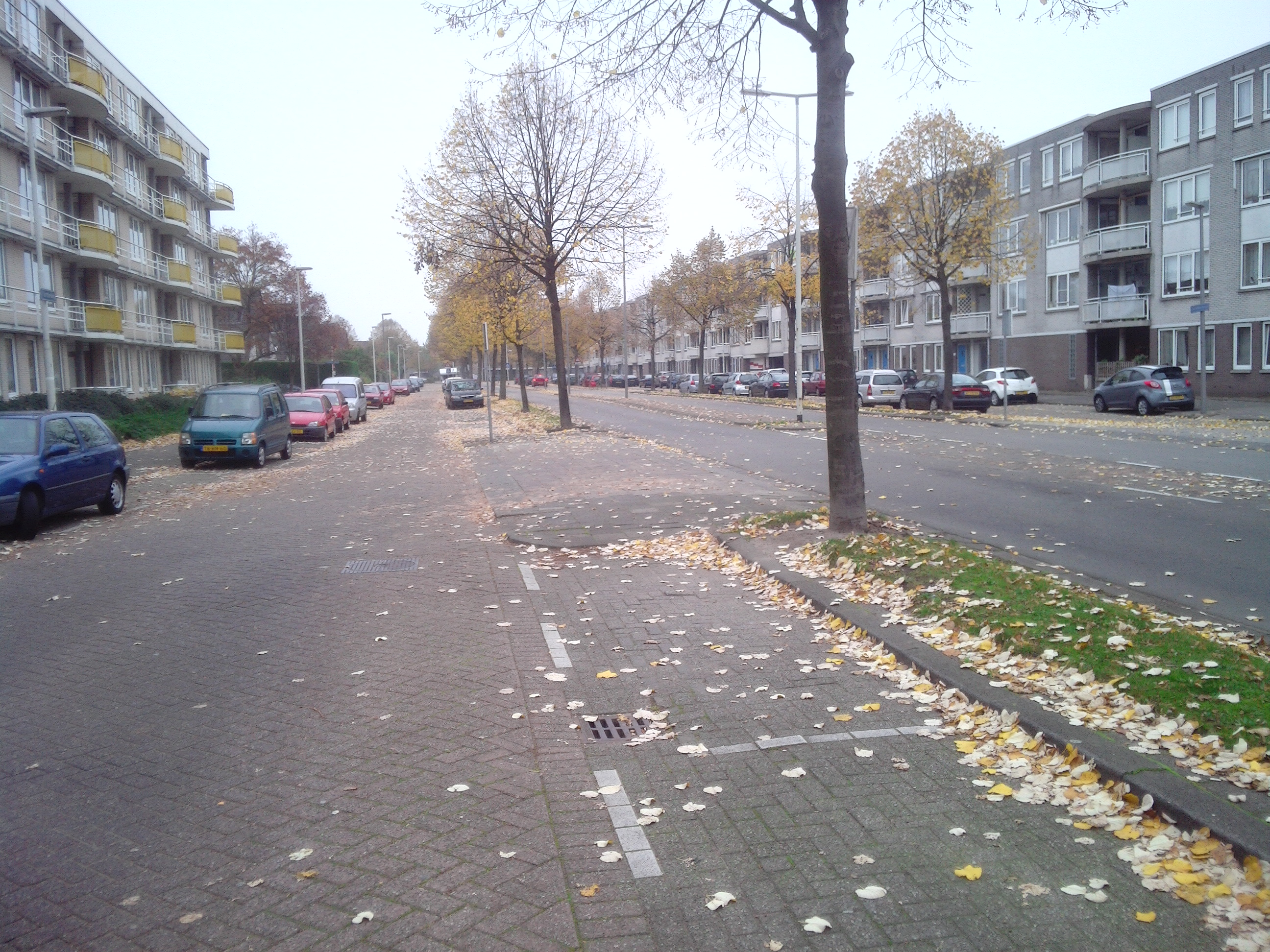
Rotterdam Zevenkamp (jaren 70)